# Enrique Curiel
Enrique Federico Curiel Alonso (15 de abril de 1947 - Madrid, 2 de março de 2011) foi um político espanhol.
Bacharel em Ciências Políticas, Curiel foi professor na Faculdade de Ciências Políticas e Sociologia da Universidade Complutense de Madri de 1993 a 2004, e a partir de 2008.